# Panelus bakeri
Panelus bakeri är en skalbaggsart som beskrevs av Antoine Boucomont 1921. Panelus bakeri ingår i släktet Panelus och familjen bladhorningar. Inga underarter finns listade i Catalogue of Life.